# Volker Schnurrbusch
Ralf Volker Schnurrbusch (* 12. Januar 1958 in Leverkusen) ist ein deutscher Politiker der Alternative für Deutschland (AfD). Von 2017 bis 2022 war er Abgeordneter im Landtag von Schleswig-Holstein. Seit 2025 ist er Abgeordneter im Europäischen Parlament.

## Leben
Schnurrbusch absolvierte 1976 sein Abitur und studierte danach Germanistik, Geschichte und Pädagogik an der Universität Bonn. Er schloss das Studium der Pädagogik mit dem Staatsexamen für die Sekundarstufe II ab. Nach dem Volontariat arbeitete er als Pressereferent  bzw. Pressesprecher für Medienunternehmen, als Redakteur in Zeitschriftenverlagen und als Mitglied der Geschäftsführung in der Fernseh-Produktion sowie als selbstständiger Produzent und Autor für Fernsehproduktionen und Industriefilme.
Schnurrbusch ist verheiratet und Vater dreier Kinder.

## Politik
Schnurrbusch trat im April 2013 in die AfD ein und war von 2013 bis 2016 im Vorstand des Kreisverbandes Stormarn, zuletzt als stellvertretender Vorsitzender. Im Jahre 2015 wurde er zum ersten stellvertretenden Landesvorsitzenden der AfD Schleswig-Holstein gewählt, im Jahre 2016 erfolgte seine Wiederwahl. Er ist in der Pressearbeit auf Landesebene und im Wahlkampfmanagement auf Bundes- und Europaebene aktiv. Bei der Landtagswahl 2017 zog er über Listenplatz 5 als Abgeordneter in den Landtag ein. Bis zum Verlust des Fraktionsstatus seiner Partei im September 2020 fungierte er als deren parlamentarischer Geschäftsführer.
Am 20. Juli 2017 hob der Landtag Schleswig-Holstein Schnurrbuschs parlamentarische Immunität auf. Die Polizei durchsuchte Räumlichkeiten des Abgeordneten wegen des Vorwurfs des Verwendens von Kennzeichen verfassungswidriger Organisationen. Auf der Facebookseite der AfD Schleswig-Holstein, für die Schnurrbusch rechtlich verantwortlich ist, soll ein SA-Symbol gezeigt worden sein. Das Landgericht Kiel entschied im Juni 2018, dass die Durchsuchung seines Büros rechtswidrig war.
Bei der Landtagswahl 2022 verfehlte die AfD den Wiedereinzug in den Landtag und Schnurrbusch schied zum Ende der Legislaturperiode aus dem Landtag aus.
Schnurrbusch wurde am 4. August 2023 in Magdeburg auf dem AfD-Europaparteitag zur Europawahl 2024 auf Listenplatz 16 gewählt. Den Einzug ins europäische Parlament verfehlte er knapp, da die AfD mit 15,9 % nur 15 Mandate erhielt.
Bei der Bundestagswahl 2025 wurde Volker Schnurrbusch über Platz 3 der Landesliste der AfD Schleswig-Holstein in den Bundestag gewählt. Darüber hinaus hatte er als Direktkandidat im Bundestagswahlkreis Ostholstein – Stormarn-Nord kandidiert und wurde dort mit 17,3 % der Stimmen Dritter. Am 26. Februar 2025 gab Schnurrbusch bekannt, statt des Bundestagsmandats die Nachfolge von Maximilian Krah im Europäischen Parlament anzutreten. Krah hatte sein EU-Mandat abgegeben, nachdem er per Direktmandat in den Bundestag gewählt worden war. An Stelle von Schnurrbusch zog Alexis Giersch für die AfD Schleswig-Holstein im März 2025 in den Bundestag ein. Schnurrbusch trat sein Mandat im Europaparlament am 4. April 2025 an.

## Positionen
Schnurbusch nennt auf seiner Parteiseite listenartig seine politischen Positionen. Demnach will er gegen eine Reihe sehr unterschiedlicher, von ihm als Problem angesehener Umstände „kämpfen“: gegen die „Politischen Korrektheit: Gegen Sprech- und Denkverbote!“; gegen die „GEZ: Runter mit der Zwangsgebühr!“ (gemeint ist der ARD ZDF Deutschlandradio Beitragsservice); gegen „Gleichmacherei“; gegen Quoten, denn „Leistung muss sich lohnen!“, gegen „Bevormundung“, Geschichte solle „aus sich heraus“ verstanden werden; „Kampf gegen Multikulti“, denn jede Kultur habe „ihren Platz“.